# Liste der brasilianischen Botschafter in der Demokratischen Republik Kongo
Die Botschaft befindet sich in Kinshasa.
Am 21. Juni 1968 unter dem Außenminister José de Magalhães Pinto nahm das brasilianische Folterregime diplomatische Beziehungen mit dem Regime von Mobutu Sese Seko auf.
| Ernannt       | Name                                  | Bemerkungen | Mensagem Senado Federal | im Senat des Nationalkongress vorgestellt am | ernannt von                          | akkreditiert während der Regierung von | Posten verlassen |
| ------------- | ------------------------------------- | --- | ----------------------- | -------------------------------------------- | ------------------------------------ | -------------------------------------- | ---------------- |
| 1972          | Sérgio de Resende Carneiro de Lacerda | Geschäftsträger |                         |                                              | Emílio Garrastazu Médici             | Mobut Sese Seko                        | 7. Dez. 1972     |
| 18. Sep. 1972 | Braulino Botelho Barbosa              | |                         |                                              | Emílio Garrastazu Médici             | Mobutu Sese Seko                       | 7. Juli 1975     |
| 8. Juli 1975  | Arnaldo Leão Marques                  | Geschäftsträger |                         |                                              | Ernesto Geisel                       | Mobutu Sese Seko                       | 24. Nov. 1975    |
| 25. Nov. 1975 | Braulino Botelho Barbosa              | |                         |                                              | Ernesto Geisel                       | Mobutu Sese Seko                       | 31. Dez. 1975    |
| 1980          | Ayrton González Gil Diéguez           | (* 30. März 1929 in Rio de Janeiro) |                         |                                              | João Baptista de Oliveira Figueiredo | Mobutu Sese Seko                       | 1985             |
| 30. Juni 1988 | Jorge Ronaldo Lemos Barbosa           | vorher Generalkonsul in Düsseldorf |                         |                                              | José Sarney                          | Mobutu Sese Seko                       |                  |
| 1997          | Botschaft geschlossen                 | [ 2 ] |                         |                                              | Fernando Henrique Cardoso            | Laurent-Désiré Kabila                  | 9. Nov. 2004     |
| 9. Nov. 2004  | Fábio Guimarães Franco                | Geschäftsträger (* 8. Januar 1965) |                         |                                              | Luiz Inácio Lula da Silva            | Joseph Kabila                          |                  |
| 6. Juli 2005  | Flávio Roberto Bonzanini              | (* 13. Juli 1948 in Guaporé) Sohn von Norma Ingard Schneider und Antônio Bonzanini, auch in Brüssel beschäftigt.                                                                       | MSF 121 de 2005         | 30. Juni 2005                                | Luiz Inácio Lula da Silva            | Joseph Kabila                          |                  |
| 29. Apr. 2009 | Ricardo Carvalho do Nascimento Borges | (* 24. Dezember 1945 in Sao Paulo) Sohn von Yvonne de Carvalho Borges und José do Nascimento Borges, 30. November 1999: Botschafter in Dacar, 5. April 2005: Botschafter in Paramaribo | MSF 76 de 2009          | 20. Mai 2009                                 | Luiz Inácio Lula da Silva            | Joseph Kabila                          |                  |
| 15. Aug. 2012 | Paulo Uchôa Ribeiro Filho             | (* 24. September 1966 in Brasilia) Ab 2005: zeitweise Geschäftsträger in Riad, Amman, 2007: Geschäftsträger in Doha, 2010: Geschäftsträger in Roseau, Dominica                         | MSF 72 de 2012          | 27. Feb. 2013                                | Dilma Rousseff                       | Joseph Kabila                          |                  |